# AIM-132 ASRAAM
Die AIM-132 ASRAAM (engl. Advanced Short Range Air-to-Air-Missile; dt. fortschrittliche Kurzstrecken-Luft-Luft-Rakete) ist eine Entwicklung des Rüstungsunternehmens MBDA. Sie löste die AIM-9 Sidewinder in den Streitkräften Großbritanniens und Australiens ab.

## Geschichte
Ende der 1980er-Jahre wurde ein Memorandum of Understanding (MoU) zwischen europäischen Staaten und den Vereinigten Staaten über zukünftige Luft-Luft-Lenkwaffen als Ersatz für die AIM-7 Sparrow und AIM-9 Sidewinder unterzeichnet. Die Europäer sollten eine Lenkwaffe für Kampfentfernungen innerhalb der Sichtweite des Piloten entwickeln (engl. within visual range, WVR), während den USA die Entwicklung einer radargelenkten Waffe für weite Entfernungen (engl. beyond visual range, BVR) zugesprochen wurde. Die Waffen wurden als „Advanced Short Range Air-to-Air-Missile“ und „Advanced Medium Range Air-to-Air Missile“ bezeichnet. Die Europäer teilten die Aufgaben und Entwicklungskosten wie folgt ein, dabei wurde auch Kanada berücksichtigt:
- 42,5 % Großbritannien
- 42,5 % Deutschland
- 10 % Kanada
- 5 % Norwegen

Die Definitionsphase des Programmes begann 1984. Im Februar 1988 veranlassten die Vereinigten Staaten eine Reihe von Designänderungen, verloren aber durch den Zerfall der Sowjetunion das Interesse an dem Programm. Genau ein Jahr später, im Februar 1989 stand das Projekt vor dem Abschluss der Entwicklung. Im Zuge der Wiedervereinigung war Deutschland aber in den Besitz der MiG-29 samt Flugkörpern des Typs AA-11 Archer gekommen. Es stellte sich heraus, dass die AA-11 wesentlich leistungsfähiger war, als vor dem Fall des eisernen Vorhangs angenommen wurde. Ihrem damaligen westlichen Gegenstück, der AIM-9L/M, war sie in sämtlichen Parametern weit überlegen. Besonders herausstechend waren hierbei die große Reichweite und Manövrierfähigkeit sowie die Fähigkeit, auch Ziele bis zu 45° abseits der Flugachse (engl. off-boresight) zu erfassen. Da man das Einsatzkonzept der ASRAAM für nicht mehr zeitgemäß hielt, verabschiedete sich Deutschland im Juli 1989 aus dem Projekt. Ähnliche Überlegungen führten auch bei anderen Ländern zum Ausstieg aus dem Projekt und zur Entwicklung eigener Flugkörper, bei denen Manövrierfähigkeit im Nahkampf vor Reichweite und Geschwindigkeit stand. Daraus resultierte die Entwicklung von IRIS-T und AIM-9X.
Großbritannien entwickelte den Flugkörper nun alleine fort, bereits im August 1989 wurden die Aufträge vergeben. Dabei erhielt das Hughes Santa Barbara Research Centre den Zuschlag für den Sucher. Eine Evaluation der Angebote und die Vergabe des 912 Millionen US-Dollar-Auftrages fand Anfang 1992 statt. Die Entwicklung begann im März des Jahres und im Mai 1994 wurden die Lieferverträge unterzeichnet. Von Januar 1995 bis Juni 1996 testeten die USA die Waffe und kamen zu dem Schluss, dass diese ihre Anforderungen bezüglich Wendigkeit nicht erfüllen konnte und entwickelten die Sidewinder weiter. Die erste ASRAAM wurde Ende 1998 an die Royal Air Force ausgeliefert.
Am 14. Dezember 2021 schoss ein Eurofighter Typhoon der Royal Air Force im Rahmen ihres Einsatzes gegen den Islamischen Staat eine feindliche Drohne über Syrien ab. Hierbei handelt es sich um den ersten bestätigen Einsatz einer ASRAAM gegen ein feindliches Luftfahrzeug; gleichzeitig stellt dieser Abschuss den ersten Luft-zu-Luft Kampf der britischen Streitkräfte seit dem Falklandkrieg 1982 dar. Ab 2022 wurde die ASRAAM in einer landgestützten Version unter dem Systemnamen Raven in hohen Stückzahlen in der Ukraine erfolgreich zur Drohnenabwehr eingesetzt.

## Konzept
Die ASRAAM ist ein ungewöhnlicher Flugkörper. Ähnlich wie bei der AIM-95 Agile war eine deutliche Erhöhung der Abschussdistanz (Terminus: F-Pole) das Hauptentwicklungsziel. Gegnerische Flugzeuge sollen so bereits im Anflug (engl. pre-merge) zerstört werden, bevor es zu einem Kurvenkampf kommt. Der Grundgedanke dahinter ist, dass der Erstschießende die größten Gewinnchancen hat. Sollte es nicht gelingen, den Gegner auf Distanz zu zerstören, muss die Rakete über eine gute Leistung im Nahkampf verfügen. Die Erhöhung der Manövrierfähigkeit für den Nahkampf war im Vergleich zur Sidewinder jedoch ein sekundäres Entwicklungsziel, obwohl auch hier durch den wesentlich schubstärkeren Raketenmotor und den widerstandsarmen Flugkörper Verbesserungen erzielt wurden.

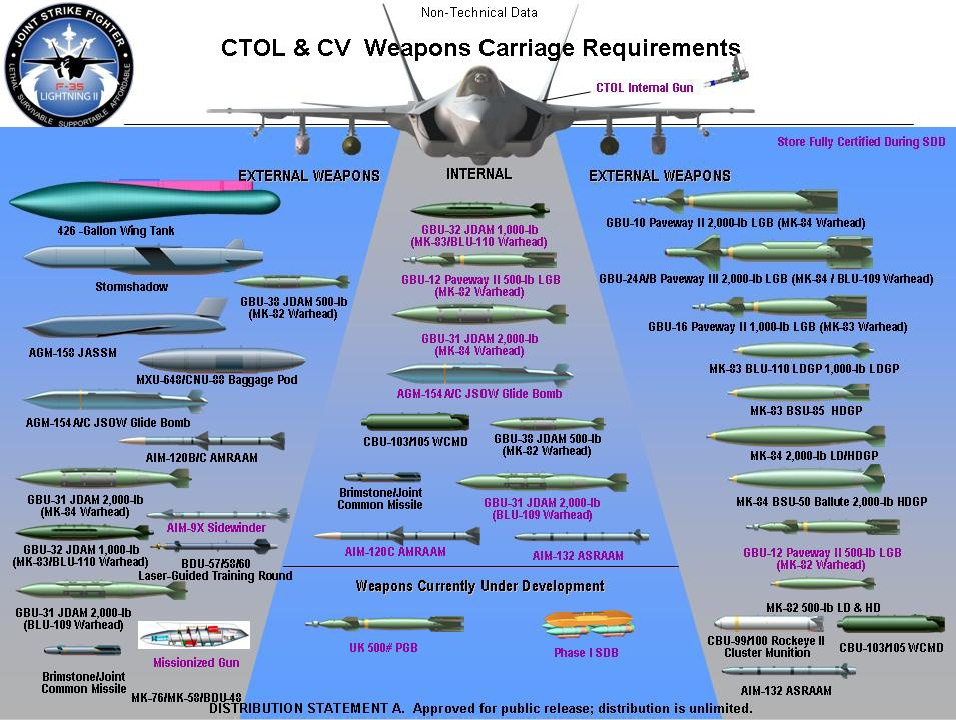
Die AIM-132 ASRAAM ist die einzige Kurzstreckenwaffe, die intern mitgeführt werden kann.

Auf Grund ihrer hohen effektiven Reichweite und der Fähigkeit, ein Ziel erst nach dem Start zu erfassen, kann die ASRAAM auch als Mittelstrecken-Luft-Luft-Flugkörper mit geringer Reichweite aufgefasst werden. Die Lenkwaffe kann dadurch auch auf ein Ziel außerhalb der Sichtweite des Piloten abgefeuert werden. Die Navigation während der Flugphase übernimmt dann ein inertiales Navigationssystem, dem kurz vor dem Start der Rakete die aktuelle Position und der Kurs des Zieles von der Trägerplattform übermittelt wird. Wenn die ASRAAM im Zielgebiet ankommt, aktiviert sie ihren Infrarotsucher, sucht das Ziel, schaltet es auf und zerstört es (engl. lock-on after launch, LOAL). In Verbindung mit einem Helmvisier oder dem Distributed Aperture System erlaubt dies auch die Bekämpfung von Zielen hinter dem abfeuernden Flugzeug (engl. over-the-shoulder-capability). Dies wurde erstmals im März 2009 von der Royal Australian Air Force mit einer Super Hornet demonstriert.
Die AIM-132 ASRAAM ist die einzige Kurzstreckenwaffe, die von einer F-35 Lightning II intern mitgeführt werden kann. Andere Waffen wie die Sidewinder können nur extern mitgeführt werden, was die Tarnkappeneigenschaften jedoch verschlechtert. Da die Manövrierfähigkeit der Maschine mit einer F-16 Fighting Falcon vergleichbar ist und die B- und C-Versionen kein Geschütz mitführen, ist die Fähigkeit, den Gegner bereits im Anflug zu zerstören (engl. pre-merge), sinnvoll.
In Kombination mit infrarotgestützter Zielsuche und Zielverfolgung (engl. infrared search and track) wie PIRATE oder dem Distributed Aperture System können mit der Waffe auch Fluggeräte mit Stealth-Eigenschaften außerhalb der Sichtweite des Piloten bekämpft werden.

## Technik

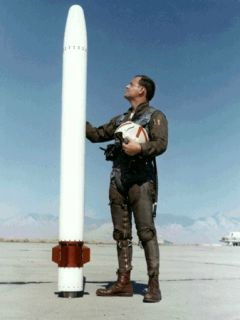
Die Agile war bereits mit Schubvektorsteuerung ausgestattet.

Bedingt durch die Anforderung nach möglichst großer Abschussdistanz wurde der Flugkörper so widerstandsarm wie möglich entworfen. Lediglich die unvermeidlichen Steuerflächen am Ende der Rakete stören die Aerodynamik. Das Aussehen der AIM-132 ASRAAM ähnelt damit dem der AIM-95 Agile, wobei letztere mit Schubvektorsteuerung ausgestattet wurde. Da bei der ASRAAM die Erhöhung der Abschussentfernung im Vordergrund stand, wurde vorerst darauf verzichtet; eine als P3I-ASRAAM bezeichnete Version wird allerdings mit Schubvektorsteuerung angeboten. Das Wegfallen von Tragflächen hat Vor- und Nachteile: Reichweite und Geschwindigkeit werden erhöht, allerdings zu Lasten der Wendigkeit. So können hochmanövrierfähige Flugkörper wie die IRIS-T bis zu 60g-Kurven fliegen, während die ASRAAM „nur“ bis zu 50g ziehen kann. Besonders in der Boostphase, wenn der Flugkörper von der Startschiene beschleunigt, sorgt die hohe Masse für schlechte Wenderaten. Dies war auch ein Kritikpunkt bei den Tests in den Vereinigten Staaten, wo die schlechte Wendefähigkeit direkt nach dem Start (engl. off-axis capability) den Ausschlag zugunsten der AIM-9X gab. Das Nachrüsten mit Schubvektorsteuerung löst das Problem nur bedingt: Die Wendefähigkeit kann dadurch zwar verbessert werden, durch das Fehlen von Tragflächen verliert die Lenkwaffe dabei aber stark an Energie. Der Nachteil gegenüber anderen Waffen bleibt somit bestehen.
Die Lenkrakete besteht im Prinzip aus drei Teilen: Sucher und Elektronik, Gefechtskopf und Antrieb. Die AIM-9X und die ASRAAM benutzen den gleichen abbildenden Infrarotsuchkopf, der vom Unternehmen Raytheon entwickelt wurde. Es handelt sich dabei um ein Focal Plane Array mit 128 × 128 Elementen. Das Bauteil wird als Indium-Antimon-Die gefertigt und ist im Wellenlängenbereich von 0,5 µm bis 5,4 µm empfindlich. Der Chip wird im Einsatz auf ungefähr 80 Kelvin (−193 °C) heruntergekühlt. Die hohe Auflösung erschwert Gegenmaßnahmen erheblich, durch die intelligente Bildverarbeitung ist die Rakete in der Lage, das Ziel zu „sehen“ und kann es von Flares unterscheiden. Der Sucher ist dabei kardanisch aufgehängt und weist einen Schielwinkel (engl. boresight) von bis zu 90° auf. Somit konnten auch Ziele, die sich neben dem eigenen Flugzeug befinden, von der Lenkwaffe vor dem Start aufgeschaltet werden. Die Elektronik besteht unter anderem aus Beschleunigungssensoren und Laserkreiseln, um für alle drei Achsen die Position der Rakete im Raum zu errechnen. Des Weiteren sind ASICs für die Bildverarbeitung des Suchkopfes und des Lenkalgorithmus vorhanden, die Software dafür wurde in Ada geschrieben. Der Splittergefechtskopf der Waffe wird von der Gesellschaft für verteidigungstechnische Wirksysteme mbH hergestellt und wiegt 10 kg. Trotz der hohen Präzision, die meist zu einem Direkttreffer im Ziel führt (engl. hittile), wurde der Aufschlagzünder noch durch einen Laser-Annäherungszünder ergänzt. Das Feststoffraketentriebwerk beschleunigt die Rakete mit einem starken Boost, wenn sie sich vom Flugzeug trennt. Nach einem kurzen Zeitraum brennt der Motor mit geringerer Schubkraft im Erhaltungsmodus (engl. sustainer) weiter bis zum Schluss ab. Der Raketenmotor ist im Gegensatz zu konventionellen Designs, die spanend hergestellt werden, aus laminierten Stahlblechen gefertigt, um das Gewicht zu reduzieren und den Treibstoffmassenanteil zu erhöhen. Der Durchmesser ist dabei mit 166 mm deutlich größer als bei der alten Sidewinder, die 127 mm aufweist. Er ist somit eher mit einer Wympel R-73A (A-11 Archer, 170 mm) oder MICA (160 mm) vergleichbar. Der größere Durchmesser ermöglicht es, auf derselben Länge 70 % mehr Treibmittel mitzuführen, um Geschwindigkeit und Reichweite zu erhöhen.
Die ASRAAM wird zusammengebaut in einem hermetisch versiegelten Container ausgeliefert und bleibt dort wartungsfrei liegen. Bei Bedarf kann sie einfach dem Container entnommen werden und ohne weitere Vorbereitungen an das Flugzeug montiert werden. Die Waffe besitzt dabei aus Gründen der Abwärtskompatibilität nicht nur eine Digital-, sondern auch eine Analogschnittstelle zum Flugzeug. Somit kann die Waffe auch an älteren Flugzeugbaumustern eingesetzt werden.

## Nutzerstaaten
- Vereinigtes Königreich
- Indien
- Australien
- Ukraine